# Lotsfisk
Lotsfisk (Naucrates ductor) är en fisk som tillhör familjen taggmakrillfiskar, och som förekommer i de flesta av världens varma hav. Den är framför allt känd för att göra sällskap med stora hajar.

## Utseende
Lotsfisken har två ryggfenor, men den främre är reducerad till mellan 3 och 5 små taggar. Den bakre ryggfenan är lång, tydligt längre än analfenan. Färgen är silvergrå med 5 till 7 breda, mörka tvärband. Vuxna individer når vanligtvis en längd av omkring 40 cm, men arten kan bli upp till 70 cm lång.

## Vanor
Arten lever i närheten av rev, där den gör sällskap med stora hajar, men också med andra stora vattenorganismer som rockor, benfiskar och havssköldpaddor. Ungfiskarna uppehåller sig vanligtvis under maneter och bland drivande tång. Födan består av värdens hudparasiter och rester från dess måltider, men den kan även själv fånga ryggradslösa djur och små fiskar. Äggen är pelagiska.

## Utbredning
Lotsfisken lever i de flesta varmtempererade till tropiska hav; i Atlanten finns den från Nova Scotia i Kanada till Argentina på den västra sidan, och sällsynt från Brittiska öarna, mera vanligt från Biscayabukten, över Medelhavet till Angola. I östra Stilla havet finns den från British Columbia i Kanada till Galapagosöarna. Den är vanlig i hela Indiska oceanen. Arten är en mycket ovanlig gäst i Skandinavien, men har besökt norska Vestlandet och Bohuslän i Sverige ett fåtal gånger.

## Kommersiell användning
Ett smärre fiske med handhållna nät förekommer. Den används även som akvariefisk.